# Luis Fajardo de Córdoba
Luis Fajardo de Córdoba (Murcia, ... – Madrid, 21 maggio 1617) è stato un esploratore e conquistador spagnolo.

## Biografia
Era il secondogenito di Luis Fajardo de la Cueva, secondo marchese de los Vélez e di Leonor Fernández de Córdoba.
Fu capitano generale dell'Invincibile Armata dell'Oceano Atlantico, conquistatore di La Mamora "che consegnò alla Spagna 70 milioni di oro e argento", cavaliere dell'ordine di Calatrava e comandante di Moral.
Sposò a Murcia dona Luisa de Tenza. Erano parenti di Juan Fajardo de Entenza e di Alonso Fajardo de Entenza, governatore e capitano generale spagnolo delle isole Filippine dal 3 luglio 1618 al luglio 1624.
Nel 1605 e nel 1606, Don Luis comandò la Flota de Barlovento mandata nei Caraibi per combattere il contrabbando di tabacco ed i commercianti europei soprattutto olandesi, che violavano il monopolio spagnolo. La cosa si dimostrò troppo dispendiosa e fu chiusa nel 1608.
Il successivo incarico di Fajardo fu il confronto con i corsari del mar Mediterraneo occidentale. Distrusse a Tunisi la flotta pirata di John Ward e Kara Osman, nell'estate del 1609.
Filippo III di Spagna lo incaricò di trasportare gli ultimi 100 000 moriscos (mori cristianizzati) dalla Spagna al Marocco. Don Luis conquistò la base pirata di Larache, in Marocco, nel 1610, e tentò di chiudere il canale che portava al rifugio dei pirati di Mamora (Medhia) alla foce del fiume Sebou occidentale.
Nell'agosto del 1614 Don Luis guidò 99 navi a Mamora, con l'ordine di occupare il sito erigendo il forte prefabbricato che portava con sé. Molti dei pirati si trovavano in mare ed i pochi presenti nel porto fuggirono risalendo il fiume. L'enorme flotta sarebbe stata in ogni caso irresistibile.